# La Atalaya (revista)
La Atalaya: Anunciando el Reino de Jehová (originalmente en inglés: The Watchtower Announcing Jehovah's Kingdom) es una revista religiosa publicada simultáneamente, según sus propios datos, en 419 idiomas, con una impresión promedio cuatrimestral de alrededor de 36.3 millones de ejemplares en distintos formatos (cifras estimadas para de 2022). Es editada por la Watch Tower Bible and Tract Society of Pennsylvania y distribuida por Testigos de Jehová como parte de su labor de proselitismo, que se sostiene con donativos.
Es, junto con ¡Despertad!, una de las revistas más ampliamente distribuida en el mundo.

## Historia

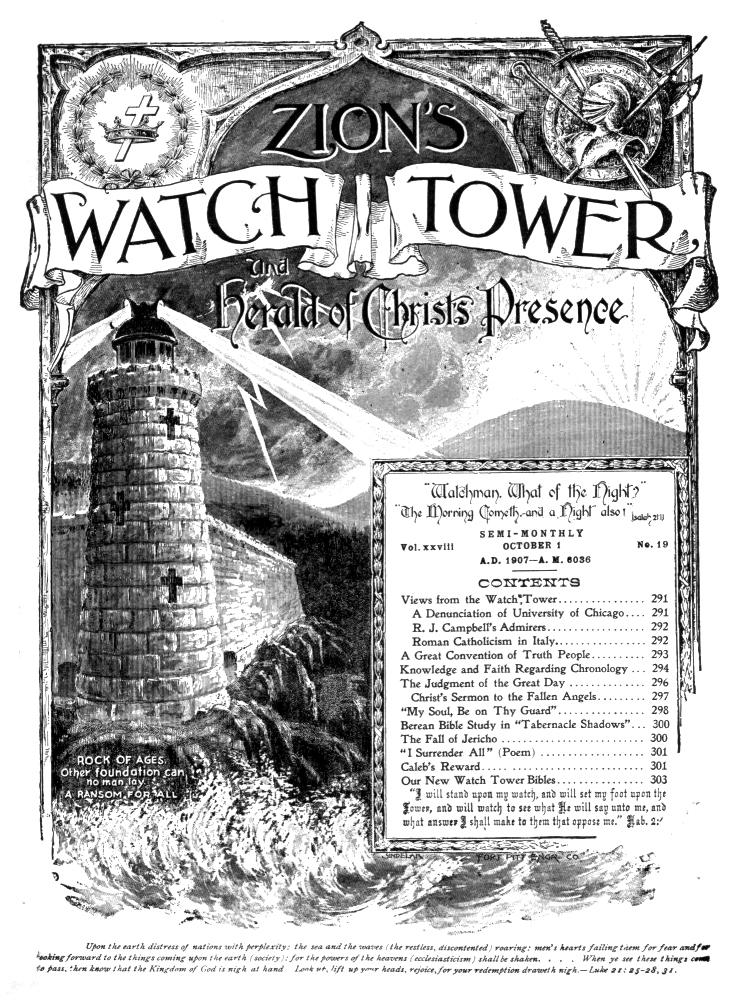
Cubierta de Zion's Watch Tower and Herald of Christ's Presence en 1907

Esta publicación inició su edición el 1 de julio de 1879 con el nombre Zion's Watch Tower and Herald of Christ's Presence (que en español sería La Torre del Vigía de Sion y Heraldo de la presencia de Cristo) y junto con una tirada de 6000 ejemplares. El propósito de la revista lo comentó el primer número:

Como lo indica su nombre, esta tiene el propósito de ser el mirador desde donde puedan anunciarse al 'rebaño pequeño' asuntos de interés y provecho, y como Heraldo de la presencia de Cristo, dar 'alimento al tiempo debido' a la 'casa de la fe'.

En 1909, se cambió el título a The Watch Tower and Herald of Christ's Presence. El título La torre del vigía fue seleccionado por Russell. La palabra que por lo general en el Antiguo Testamento se usa para «torre de vigía» o «atalaya».

La representación de una torre de vigilancia se ha utilizado como logo de la revista.

En 1920, la Sociedad Watchtower reimprimió todas sus ediciones entre 1879 y 1919 en 7 volúmenes conocidos como Watchtower Reprints. A partir del 1 de enero de 1939 (en la edición en español desde octubre del mismo año), varió el título a The Watchtower and Herald of Christ’s Kingdom (La Torre del Vigía y Heraldo del Reino de Cristo). Luego, el 1 de marzo del mismo año, cambió su nombre a The Watchtower Announcing Jehovah’s Kingdom (lo que quedó reflejado en español en noviembre, cuando el título cambió a La Atalaya. Anunciando el Reino de Jehová), nombre que mantiene en la actualidad. En sus principios esta revista contenía en sus portadas el emblema de la cruz y la corona, que luego quitaron cuando rechazaron el uso de este símbolo.

## Distribución

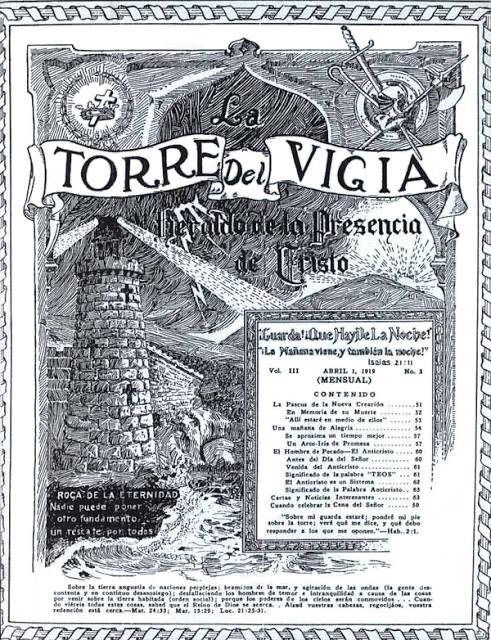
La Torre del Vigía, edición americana
(1919, año III)

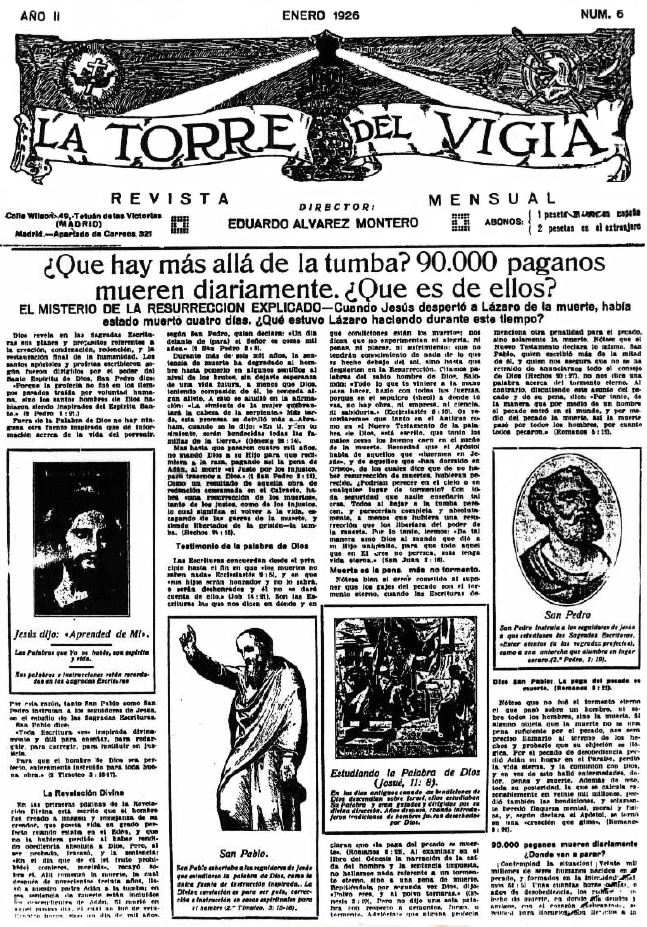
La Torre del Vigía, edición de Madrid
(1926, año II)

Publicada sin interrupción desde 1879. En la actualidad, es difundida simultáneamente en unos 302 idiomas según los testigos de Jehová, con una tirada media de 61 651 000 ejemplares.
A partir de enero de 2008 es editada mensualmente para el público. Los números del primero de cada mes son de distribución para el público en general, y los números del 15 de cada mes presentan artículos de estudio para los testigos de Jehová que sirven para el análisis sobre temas bíblicos en sus reuniones. A partir de enero de 2013, la edición de estudio de la La Atalaya comenzó a salir en edición en lenguaje sencillo, el cual es brindado para los niños y personas adultas con dificultad para comprender el idioma por diversas circunstancias. Esta edición se descontinuó, en español, el mes de junio de 2017.
En 2016 la revista pasó de mensual a bimensual y a alternarse con la revista ¡Despertad!. En 2018, pasó a cuatrimestral. Sigue alternándose con ¡Despertad!.
La edición de estudio de la revista mantiene su tirada mensual con los artículos de estudio y otros específicos para los Testigos o estudiantes que asisten a las reuniones.